# Прогімназія

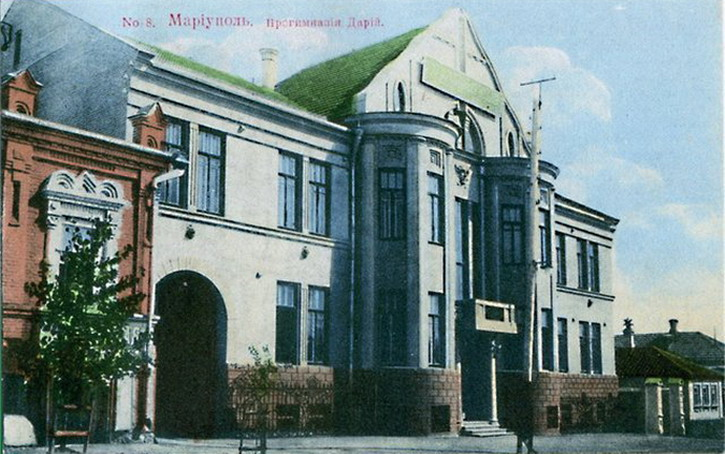
Маріуполь. Прогімназія Дарій. Північний модерн. Стара поштівка

Прогімназія (від лат. pro — перед, замість і гімназія) — неповні середні навчальні заклади в Російській імперії й Німецькій імперії в другій половині XIX — першій половині ХХ століть. У Російській імперії засновані 1864 році. Первісно засновувались у містах, де ще не було гімназій.
Навчання тривало 4—6 років. За навчальними планами й програмами прогімназії відповідали чотирьом молодшим класам гімназії. Випускники прогімназії без вступних екзаменів могли продовжувати навчання в наступних класах гімназії. Чоловічі прогімназії з 1866 року мали право проводити екзамени на звання приходського вчителя та на перший класний чин. На початку XX століття в Російській імперії було понад 200 чоловічих, жіночих і військових прогімназій. Ліквідовані у 1918 році. У Німецькій імперії мали 6 класів і поділялися на класичні та реальні.